# La Comète de Bart
La Comète de Bart (France) ou La Comète Bart (Québec) (Bart's Comet) est le 14e épisode de la saison 6 de la série télévisée d'animation Les Simpson. L'épisode fut diffusé la première fois sur le réseau Fox aux États-Unis le 5 février 1995. Dans l'épisode, Bart Simpson découvre accidentellement une comète, qui apparait se diriger sur Springfield. L'idée de création de cet épisode est venue à l'équipe de production après avoir vu une couverture du Time mettant en scène la menace des comètes frappant la Terre. John Swartzwelder a écrit le scénario de cet épisode, ce dernier ayant été réalisé par Bob Anderson. L'épisode contient des références à Où est Charlie ? et à The Twilight Zone, et a reçu des critiques positives lors de sa diffusion.

## Synopsis
Lors d'une détention la nuit avec le principal Skinner, Bart découvre une comète, qui menace de détruire la ville de Springfield. Finalement, elle se dissout dans l'atmosphère très polluée de la ville.